# Grupo de Ejércitos de la Región Central
El Grupo de Ejércitos de la Región Central (GERC) fue una formación militar del Ejército Popular de la República que existió durante la última etapa de la Guerra Civil Española. Estuvo al mando del general José Miaja Menant.

## Historial
Fue creado el 16 de abril de 1938 por una directiva del Estado Mayor republicano, que reorganizó a las fuerzas republicanas tras los desastres militares durante la retirada de Aragón y la división de la zona republicana en dos. Originalmente había sido denominado como «Agrupación de Ejércitos de la Zona Centro-Sur», para luego tomar su nombre definitivo. En el momento de su creación, estaba compuesto por cinco ejércitos de campo (Andalucía, Extremadura, Centro, Levante y Maniobra), 16 Cuerpos de Ejército, 49 divisiones y 138 brigadas mixtas. También disponía de una brigada encargada de la defensa de costas, de dos brigadas antiaéreas de la Defensa Contra Aeronaves (DCA), así como unidades de tanques, ingenieros, transportes, fortificaciones, etc.
En diciembre de 1938 estaba prevista su intervención dentro del llamado plan «P», una importante ofensiva en Extremadura que se vería acompañada de un desembarco tras las líneas enemigas en Motril y de varios ataques diversivos en Andalucía y el Frente de Madrid. La oposición del General Miaja y de otros militares republicanos hizo que el plan no se llevara a cabo, y solo se desarrollará una ofensiva de menor importancia que acabó fracasando poco después de comenzar.
Tras la caída de Cataluña, el 2 de marzo de 1939 el presidente Juan Negrín dispuso la reorganización de las fuerzas republicanas en la zona centro y decretó la disolución del GERC, así como una reorganización de mandos. No obstante, el Golpe de Casado que estalló unos días después impediría la consecución de estas medidas.

## Mandos
Comandante en jefe
- general de división José Miaja Menant;[6]

Jefe de Estado Mayor
- coronel Manuel Matallana Gómez;[7]
  - 2.º Jefe de Estado Mayor: coronel de infantería Félix Muedra Miñón;
  - 1.ª Sección: teniente coronel de Estado Mayor Francisco Domínguez Otero;[8]
  - 2.ª Sección: teniente coronel de Estado Mayor Antonio Garijo Hernández;
  - 3.ª Sección: teniente coronel de Infantería Eduardo Sáenz de Aranaz;

Comisario
- Jesús Hernández Tomás, del PCE;[9]

Comandante general de Artillería
- teniente coronel de artillería Fernando Casado Veiga;[10]

Comandante general de Ingenieros
- coronel de Ingenieros Tomás Ardid Rey;[11]

## Orden de batalla

### Abril-mayo de 1938
| Cuerpo de Ejército dependiente       | Divisiones integradas | Sector                                    |
| Ejército del Centro                  |                       |                                           |
| I Cuerpo de Ejército                 | 1.ª, 2.ª y 69.ª       | Guadarrama - Somosierra                   |
| II Cuerpo de Ejército                | 4.ª, 7.ª y 65.ª       | Las Rozas de Madrid - Usera - Carabanchel |
| III Cuerpo de Ejército               | 9.ª, 15.ª y 18.ª      | Jarama-Aranjuez                           |
| IV Cuerpo de Ejército                | 12.ª, 17.ª y 33.ª     | Guadalajara - Montes Universales          |
| VI Cuerpo de Ejército                | 5.ª, 10.ª y 8.ª       | Tajo - Jarama                             |
| XIV Cuerpo de Ejército (Guerrillero) | -                     | Retaguardia                               |
| Ejército de Extremadura              |                       |                                           |
| VII Cuerpo de Ejército               | 36.ª, 37.ª y 29.ª     | Algodor - Zújar                           |
| VIII Cuerpo de Ejército              | 67.ª, 38.ª y 63.ª     | Zújar - Guadalmellato                     |
| Ejército de Andalucía                |                       |                                           |
| IX Cuerpo de Ejército                | 20.ª, 21.ª y 54.ª     | Córdoba - Jaén                            |
| XXIII Cuerpo de Ejército             | 23.ª y 71.ª           | Granada - Almería                         |
| Ejército de Levante                  |                       |                                           |
| XIII Cuerpo de Ejército              | 25.ª, 28.ª y 39.ª     | Montes Universales - Albarracín           |
| XIX Cuerpo de Ejército               | 40.ª, 64.ª y 66.ª     | Teruel                                    |
| Ejército de Maniobra                 |                       |                                           |
| XXI Cuerpo de Ejército               | 70.ª, 22.ª y 6.ª      | Levante                                   |
| XXII Cuerpo de Ejército              | 19.ª y 41.ª y 47.ª    | Levante                                   |
| Reservas del GERC                    |                       |                                           |
| XVI Cuerpo de Ejército               | 13.ª, 14.ª y 48.ª     | —                                         |
| XVII Cuerpo de Ejército              | 51.ª 52.ª y 53.ª      | —                                         |
| XX Cuerpo de Ejército                | 49.ª, 50.ª y 68.ª     | —                                         |